# Montagskino
Das Montagskino ist eine Sendereihe im ZDF. Der öffentlich-rechtliche Sender zeigt darin seit 2002 regelmäßig jeden Montagabend, meist um 22.15 Uhr, sowohl deutsche als auch internationale Spielfilme. Die Bandbreite reicht dabei von Hollywood-Blockbustern bis zu Independent-Filmen.
2012 etablierte das ZDF die Spielfilmreihe Montagskino Fantasy, bei der fünf Wochen lang fünf Geschichten mit mysteriösen und phantastischen Themen gesendet wurden. Darunter zum Beispiel Das Vermächtnis der Tempelritter und The Wicker Man – Das Geheimnis der Insel. Im Jahr 2020 startete das ZDF die Spielfilmreihe Montagskino – Made in Europe, welche ausschließlich oder federführend in europäischen Ländern hergestellte Filmproduktionen zeigt. 2024 wurde zudem die neue Spielfilmreihe Montagskino – Fremde Welten gestartet. Dabei handelt es sich um Spielfilme mit spannenden und emotionalen Geschichten sowie spektakulären Bilderwelten.